# Сабіне Шпіц
Сабіне Шпіц  (нім. Sabine Spitz, 27 грудня 1971) — німецька велогонщиця, олімпійська чемпіонка.

## Виступи на Олімпіадах
| Олімпіада   | Дисципліна               | Місце |
| ----------- | ------------------------ | ----- |
| Сідней 2000 | гірський велосипед, крос | 9     |
| Афіни 2004  | гірський велосипед, крос | 3     |
| Пекін 2008  | гірський велосипед, крос | 1     |
| Лондон 2012 | гірський велосипед, крос | 2     |